# Joseph Hooton Taylor
Joseph Hooton Taylor, Jr (Filadèlfia, EUA 1941) és un físic, astrònom i professor universitari estatunidenc guardonat amb el Premi Nobel de Física l'any 1993 pels seus treballs sobre els púlsars.

## Biografia
Va néixer el 29 de març de 1941 a la ciutat de Filadèlfia, situada a l'estat nord-americà de Pennsilvània. Va estudiar física al Haveford College i es doctorà a la Universitat Harvard l'any 1968.
L'any 1980 fou nomenat professor de la Universitat de Princeton, d'on es retirà el 2006.

## Recerca científica
Interessat en astronomia, mentre realitzà la seva tesi doctoral Jocelyn Bell i Antony Hewish descobriren el primer púlsar a Cambridge. Immediatament Taylor entrà a treballar al Radiobservatori Nacional de Green Bank, situat a l'estat nord-americà de Virgínia de l'Oest, on participà en el descobriment dels primers púlsars fora de Cambridge.
A la Universitat de Massachusetts treballà al costat de l'astrofísic Russell Alan Hulse en els mesuraments aportats des de l'Observatori d'Arecibo de Puerto Rico, descobrint l'any 1974 el primer púlsar d'una sistema binari, anomenat PSR B1913+16 i compost d'un púlsar i una estrella negra d'acompanyament. La rotació de l'estrella de neutrons emet impulsos que són extremadament regulars i estables de radiació electromagnètica per la qual cosa està prop de la gravitació material condensada del cos, i que no és detectable al camp visible.
L'any 1993 fou guardonat, juntament amb Russell Alan Hulse, amb el Premi Nobel de Física pel descobriment d'un nou tipus de púlsar i les noves possibilitats d'estudi al voltant de la gravitació.